# Абделькадер Геззаль
Абделькадер Геззаль (араб. عبد القادر غزال, фр. Abdelkader Mohamed Ghezzal, нар. 5 грудня 1984, Десін-Шарп'є) — алжирський футболіст, нападник «Комо».
Виступав за низку італійських клубів, французький «Сен-Прієст» та іспанське «Леванте», а також національну збірну Алжиру.

## Клубна кар'єра
Народився у французькому місті Десін-Шарп'є в родині вихідців з туніського міста Тлемсен. Вихованець футбольної школи клубу «Олімпік» (Ліон).
У дорослому футболі дебютував 2004 року виступами за команду «Сен-Прієст», в якій провів один сезон, взявши участь у 22 матчах чемпіонату.

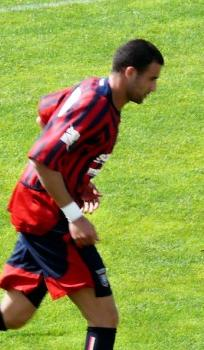
Абделькадер Геззаль під час виступів за «Кротоне»

2005 року Геззаль перейшов у «Кротоне», проте не зміг закріпитися у команді і тому грав на правах оренди за «Б'єллезе» та «Про Сесто». Влітку 2007 року Геззаль повернувся в «Кротоне» і став другим бомбардиром Серії С1, забивши 20 голів в 33 матчах.
Своєю грою привернув увагу представників тренерського штабу клубу «Сієна», до складу якого приєднався 2008 року. Відіграв за клуб зі Сьєни наступні два сезони своєї ігрової кар'єри. Більшість часу, проведеного у складі «Сієни», був основним гравцем атакувальної ланки команди.
1 липня 2010 року уклав чотирирічний контракт з клубом «Барі», проте вже через рік, 31 серпня 2011 року Геззаль був відданий в оренду до кінця року в «Чезену», а після завершення терміну провів наступні півроку в оренді за «Леванте».
Влітку 2013 року перейшов до «Парми», проте виступати в Серії А не став, так як відразу був відданий в оренду до «Латини» з Серії Б, де провів сезон 2013/14. Влітку 2014 року повернувся до «Парми», проте зігравши лише 7 матчів в чемпіонаті, в листопаді того ж року на тренуванні зламав малу гомілкову кістку та вилетів зі строю на довгий час. Всього до кінця сезону зіграв у 19 матчах Серії А, за результатами якого «Парма» було проголошена банкрутом і відправлена в аматорську Серію D, після чого Геззаль покинув клуб.
10 грудня 2015 року Абделькадер підписав контракт до кінця сезону з «Комо», що займало останнє місце в турнірній таблиці Серії Б.

## Виступи за збірну
Незважаючи на те, що Геззаль народився у Франції і мав право виступати за її збірну, 23 жовтня 2008 року він в інтерв'ю на офіційному сайті «Сієни» заявив, що буде грати за збірну Алжиру.
18 листопада 2008 року Абделькадер дебютував в офіційних матчах у складі національної збірної Алжиру в товариській грі зі збірною Малі.
У складі збірної був учасником чемпіонату світу 2010 року у ПАР та розіграшу Кубка африканських націй 2010 року в Анголі, де разом з командою зайняв четверте місце.
Всього провів у формі головної команди країни 28 матчів, забивши 3 голи.
| Дата       | Місто         | Господарі                        | Результат  | Гості                            | Турнір                                         | Голи | Примітки     |
| ---------- | ------------- | -------------------------------- | ---------- | -------------------------------- | ---------------------------------------------- | ---- | ------------ |
| 18-11-2008 | Руан          | Алжир                            | 1 – 1      | Малі                             | товариський матч                               | -    |              |
| 11-2-2009  | Бліда         | Алжир                            | 2 – 1      | Бенін                            | товариський матч                               | 1    | ЖК           |
| 28-3-2009  | Кігалі        | Руанда                           | 0 – 0      | Алжир                            | Відбір до ЧС 2010                              | -    |              |
| 7-6-2009   | Бліда         | Алжир                            | 3 – 1      | Єгипет                           | Відбір до ЧС 2010                              | 1    | ЖК           |
| 20-6-2009  | Чилілабомбве  | Замбія                           | 0 – 2      | Алжир                            | Відбір до ЧС 2010                              | -    |              |
| 12-8-2009  | Алжир         | Алжир                            | 1 – 0      | Уругвай                          | товариський матч                               | -    |              |
| 6-9-2009   | Бліда         | Алжир                            | 1 – 0      | Замбія                           | Відбір до ЧС 2010                              | -    |              |
| 11-10-2009 | Бліда         | Алжир                            | 3 – 1      | Руанда                           | Відбір до ЧС 2010                              | 1    |              |
| 14-11-2009 | Каїр          | Єгипет                           | 2 – 0      | Алжир                            | Відбір до ЧС 2010                              | -    |              |
| 18-11-2009 | Омдурман      | Алжир                            | 1 – 0      | Єгипет                           | Відбір до ЧС 2010                              | -    | ЖК           |
| 11-1-2010  | Луанда        | Малаві                           | 3 – 0      | Алжир                            | Кубок африканських націй 2010 - 1-й етап       | -    |              |
| 14-1-2010  | Луанда        | Малі                             | 0 – 1      | Алжир                            | Кубок африканських націй 2010 - 1-й етап       | -    |              |
| 18-1-2010  | Луанда        | Ангола                           | 0 – 0      | Алжир                            | Кубок африканських націй 2010 - 1-й етап       | -    |              |
| 24-1-2010  | Кабінда       | Кот-д'Івуар                      | 2 – 3 д.ч. | Алжир                            | Кубок африканських націй 2010 - чвертьфінал    | -    |              |
| 28-1-2010  | Бенгела       | Алжир                            | 0 – 4      | Єгипет                           | Кубок африканських націй 2010 - Semifinale     | -    |              |
| 30-1-2010  | Бенгела       | Нігерія                          | 1 – 0      | Алжир                            | Кубок африканських націй 2010 - Фінал 3º posto | -    |              |
| 3-3-2010   | Алжир         | Алжир                            | 0 – 3      | Сербія                           | товариський матч                               | -    |              |
| 28-5-2010  | Дублін        | Ірландія                         | 3 – 0      | Алжир                            | товариський матч                               | -    |              |
| 5-6-2010   | Фюрт          | Алжир                            | 1 – 0      | ОАЕ                              | товариський матч                               | -    | ЖК           |
| 13-6-2010  | Полокване     | Алжир                            | 0 – 1      | Словенія                         | ЧС 2010 - 1-й етап                             | -    | YK · YK · RK |
| 23-6-2010  | Преторія      | США                              | 1 – 0      | Алжир                            | ЧС 2010 - 1-й етап                             | -    |              |
| 11-8-2010  | Алжир (місто) | Алжир                            | 1 – 2      | Габон                            | товариський матч                               | -    |              |
| 3-9-2010   | Бліда         | Алжир                            | 1 – 1      | Танзанія                         | Відбір до Кубка африканських націй 2012        | -    |              |
| 10-10-2010 | Бангі         | Центральноафриканська Республіка | 2 – 0      | Алжир                            | Відбір до Кубка африканських націй 2012        | -    |              |
| 27-3-2011  | Аннаба        | Алжир                            | 1 – 0      | Марокко                          | Відбір до Кубка африканських націй 2012        | -    |              |
| 3-9-2011   | Дар-ес-Салам  | Танзанія                         | 1 – 1      | Алжир                            | Відбір до Кубка африканських націй 2012        | -    |              |
| 9-10-2011  | Алжир         | Алжир                            | 2 – 0      | Центральноафриканська Республіка | Відбір до Кубка африканських націй 2012        | -    |              |
| 29-2-2012  | Бакау         | Гамбія                           | 1 – 2      | Алжир                            | Відбір до Кубка африканських націй 2013        | -    |              |
| Усього     |               | Матчів                           | 28         |                                  | Голів                                          | 3    |              |

## Особисте життя
Має молодшого брата Рашида, який також є професійним гравцем і виступав за збірну Алжиру.